# Too Much Heaven
Too Much Heaven è una canzone dei Bee Gees, realizzata per contribuire ad un fondo istituito dall'UNICEF. Il gruppo eseguì il brano al concerto Music for UNICEF il 9 gennaio 1979. 
La canzone fu in seguito inserita nel tredicesimo album del gruppo Spirits Having Flown.

## Descrizione
Negli Stati Uniti (per due settimane) ed in Canada, il singolo divenne l'ennesimo di una lunga serie di hit in vetta alla classifica, oltre ad entrare anche nella top 3 del Regno Unito. In altri paesi arriva primo in Italia, Svezia, Norvegia, Nuova Zelanda, Sudafrica e Spagna, secondo in Francia, quarto in Finlandia, quinto in Svizzera ed Australia e decimo in Germania.
Della canzone nel 2007 è stata realizzata una cover dalla boy band US5 in duetto con Robin Gibb. Anche il duo svedese M2M ha utilizzato il ritornello di Too Much Heaven nel brano Our Song.

## Tracce
1. Too Much Heaven – 4:54
2. Rest Your Love On Me – 4:20

## Classifiche

### Classifiche settimanali
| Classifica (1978/79)             | Posizione massima |
| -------------------------------- | ----------------- |
| Australia                        | 5                 |
| Austria                          | 13                |
| Belgio (Fiandre)                 | 8                 |
| Canada                           | 1                 |
| Finlandia                        | 4                 |
| Francia                          | 2                 |
| Germania                         | 10                |
| Irlanda                          | 2                 |
| Italia                           | 1                 |
| Norvegia                         | 1                 |
| Nuova Zelanda                    | 1                 |
| Paesi Bassi                      | 11                |
| Regno Unito                      | 3                 |
| Spagna                           | 1                 |
| Stati Uniti                      | 1                 |
| Stati Uniti (adult contemporary) | 4                 |
| Stati Uniti (R&B)                | 10                |
| Sudafrica                        | 1                 |
| Svezia                           | 1                 |
| Svizzera                         | 5                 |

### Classifiche di fine anno
| Classifica (1978) | Posizione |
| ----------------- | --------- |
| Francia           | 8         |
| Classifica (1979) | Posizione |
| Australia         | 32        |
| Canada            | 22        |
| Germania          | 28        |
| Italia            | 7         |
| Nuova Zelanda     | 22        |
| Spagna            | 8         |
| Stati Uniti       | 11        |
| Sudafrica         | 2         |